# 新潟県道557号西川口和南津線
新潟県道557号西川口和南津線（にいがたけんどう557ごう にしかわぐちわなづせん）は、新潟県長岡市を通る一般県道である。

## 概要

### 路線データ
- 起点：新潟県長岡市西川口字川岸（新潟県道71号小千谷川口大和線・新潟県道196号川口岩沢線・新潟県道197号向山越後川口停車場線交点）
- 終点：新潟県長岡市川口和南津字仏古田（国道17号交点）

## 地理

### 通過する自治体
- 新潟県長岡市

### 接続する道路
- 新潟県道71号小千谷川口大和線・新潟県道196号川口岩沢線・新潟県道197号向山越後川口停車場線（起点：西川口交差点）
- 新潟県道197号向山越後川口停車場線（長岡市西川口地内（「男山漁場別館」南方 - 「龍宮雄」北東）で重複）

この間未開通区間あり（長岡市西川口（「相川口多目的集会施設」北） - 長岡市川口和南津）（長岡市道を介して迂回可能）
- 国道17号（三国街道）（終点：長岡市川口和南津字仏古田）

### 周辺

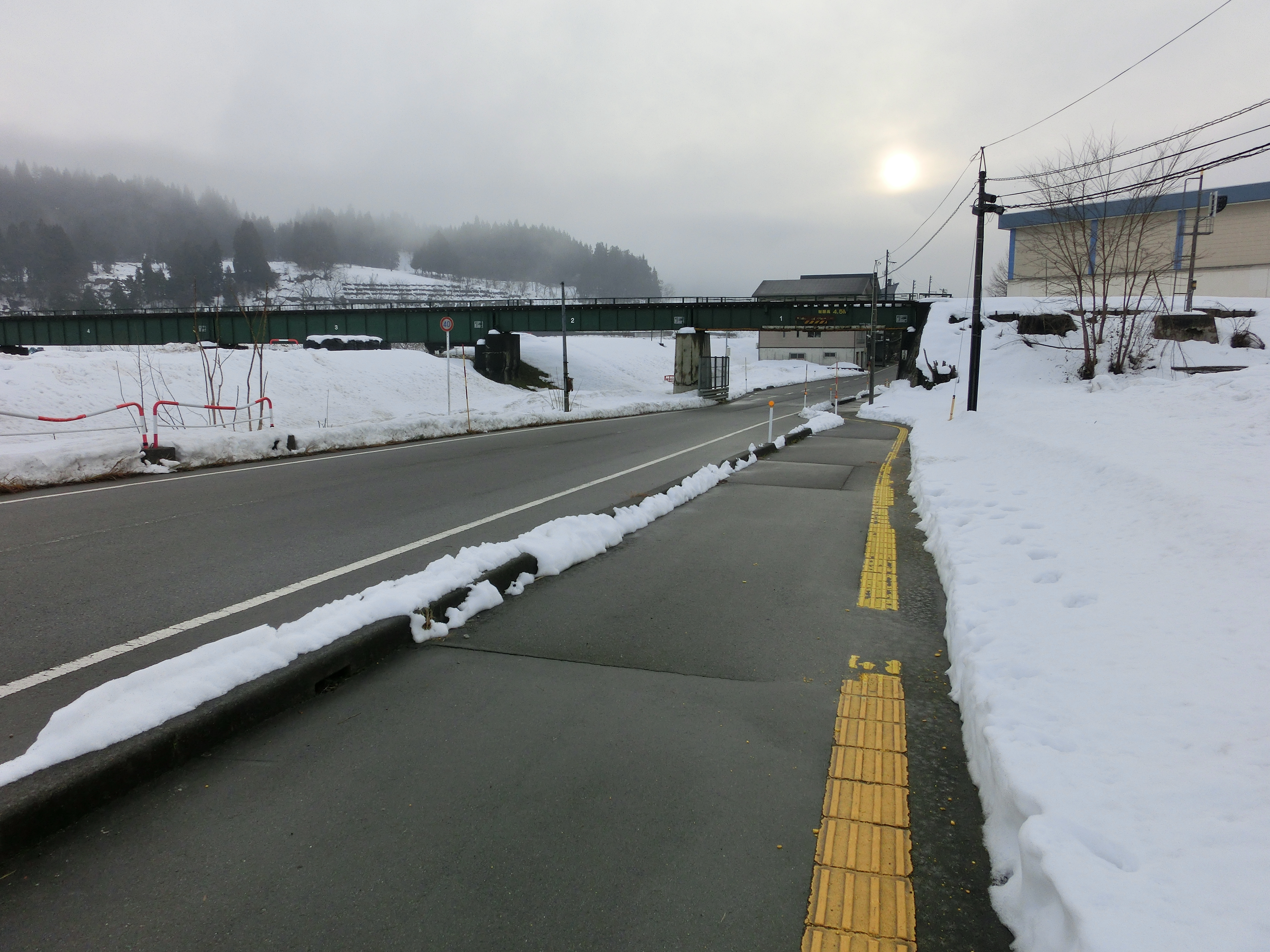
県道557号と飯山線との交差地点（魚野川橋梁西詰）

- JR上越線
  - 越後川口駅
- JR飯山線県道557号と飯山線との交差地点（魚野川橋梁西詰）

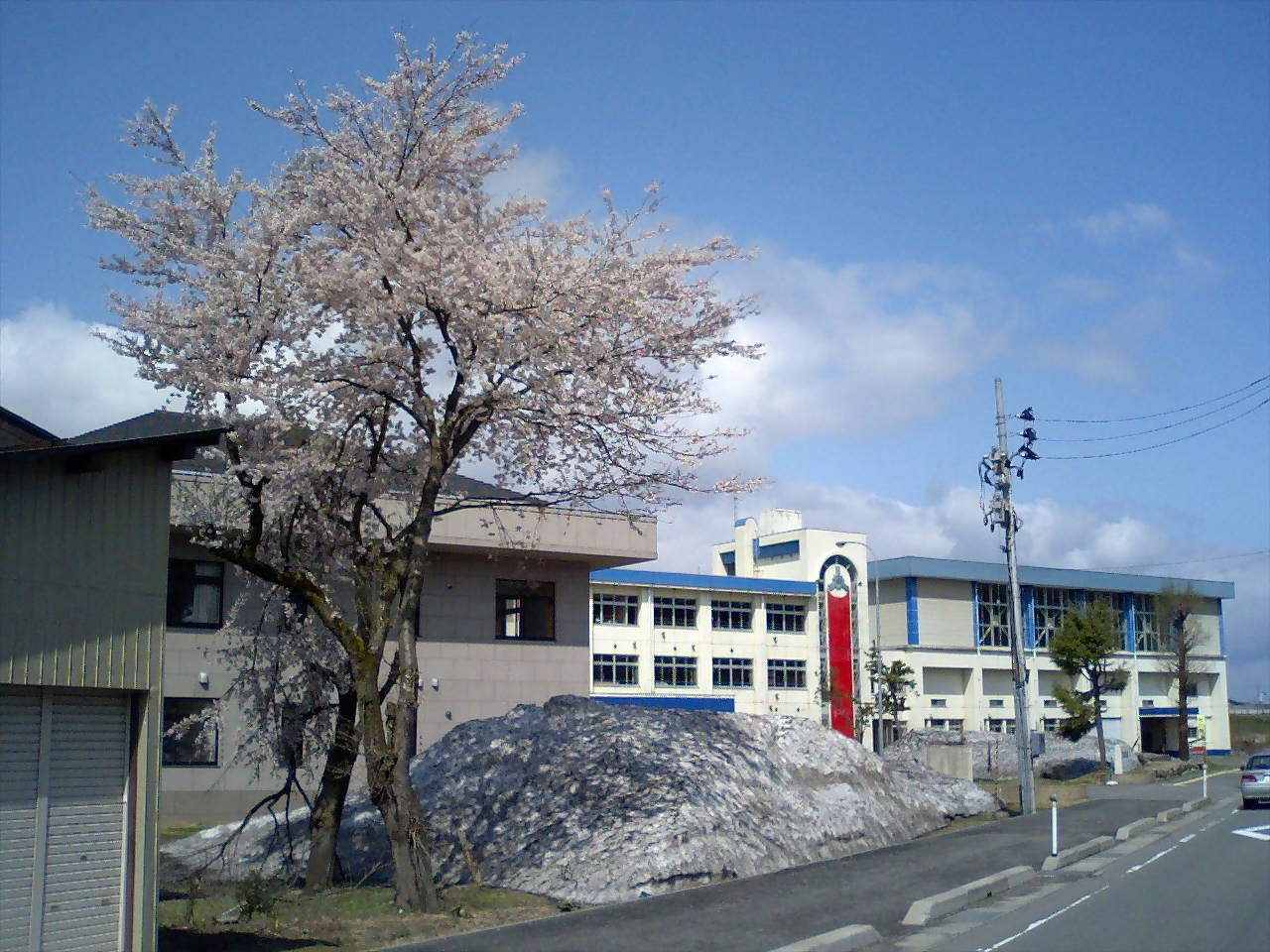
県道557号と川口小学校

  - 越後川口駅 - 内ケ巻駅
- 長岡市役所 川口支所（旧・川口町役場）
- 長岡市立川口中学校
- 長岡市立川口小学校県道557号と川口小学校
- 川口郵便局
- 信越工業 本社
- 魚野川
- 道の駅越後川口